# Johan Strömberg (teaterledare)

Johan Strömberg.

Johan Fredrik Hieronymus Strömberg, född 12 augusti 1856 i Stockholm, död där 6 april 1914,  var en svensk teaterledare. Han var gift med Fanny Strömberg.
Strömberg var 1878–1883 student vid Uppsala universitet och Lunds universitet, 1884–1888 predikobiträde i olika församlingar, 1890–1895 skådespelare vid Dramatiska teatern och 1895–1914 direktör för Folkteatern, vilken han ledde med insikt och framgång.